# Wilma Olausson
Wilma Olausson, född 9 april 2001, är en svensk före detta landsvägscyklist.

## Karriär
Vid European Youth Olympic Festival 2017 i Győr tog Olausson silver i linjeloppet.

### Junior
2018 gjorde Olausson sin första säsong som junior och tävlade i damjuniorernas Nations' Cup. Hon inledde säsongen i mars med en sjätte plats i italienska Piccolo Trofeo Alfredo Binda och en 13:e plats i belgiska Gent–Wevelgem U19. Följande månad slutade Olausson på nionde plats i nederländska Healthy Ageing Tour U19. I juni slutade hon på tredje plats i linjeloppet för juniorer vid SM.
2019 slutade Olausson på fjärde plats i Gent–Wevelgem och på femte plats i Piccolo Trofeo Alfredo Binda. I juni blev hon svensk juniormästare i linjeloppet vid SM. I augusti tog Olausson brons i tempoloppet för juniorer vid EM i nederländska Alkmaar. Under samma månad tog hon årets andra JSM-guld i tempoloppet för juniorer vid SM. I september blev Olausson både totalvinnare och vinnare av bergstävlingen i det nederländska etapploppet Watersley Ladies Challenge samt slutade på femte plats i tempoloppet för juniorer vid VM.

### 2020–2021: Första proffslaget
Inför säsongen 2020 blev Olausson klar för det nederländska proffslaget Team Sunweb. Säsongen blev inte som tänkt då covid-19-pandemin satte stopp för tävlandet och hon gjorde inte tävlingsdebut förrän i augusti då det blev en femte plats i tempoloppet i U23-klassen och en nionde plats i linjeloppet i U23-klassen vid EM i franska Plouay. Följande månad gjorde Olausson sin World Tour-debut i Vallonska pilen, där det blev en 91:a plats.
Säsongen 2021 blev Olaussons främsta resultat en femte plats i tempoloppet i U23-klassen vid EM i italienska Trento samt en tredje plats i linjeloppet i U23-klassen vid SM. I september vurpade hon vid en tävling och bröt nyckelbenet, vilket ledde till att säsongen var över.

### 2022–2024: Nytt proffslag och slut på karriären
Inför säsongen 2022 skrev Olausson på för det norska proffslaget Uno-X Pro Cycling Team. Det blev inga nämnvärda resultat för henne under säsongen. 2023 blev Olausson svensk U23-mästare i tempoloppet och slutade på tredje plats i linjeloppet i U23-klassen vid SM.
2024 gjorde Olausson endast en tävling, UAE Tour i Förenade arabemiraten. Hon avslutade karriären vid slutet av året.

## Meriter

### Landsväg
2017
 2:a i linjelopp i European Youth Olympic Festival
2018
3:a i linjelopp för juniorer vid SM
6:a i Piccolo Trofeo Alfredo Binda
9:a totalt i Healthy Ageing Tour U19
2019
 Svensk juniormästare i linjelopp
 Svensk juniormästare i tempolopp
 Vinnare totalt i Watersley Ladies Challenge
 Vinnare i bergstävlingen
 3:a i tempolopp för juniorer vid EM
4:a i Gent–Wevelgem U19
5:a i temoplopp för juniorer vid VM
5:a i Piccolo Trofeo Alfredo Binda
2020
5:a i tempolopp i U23-klassen vid EM
9:a i linjelopp i U23-klassen vid EM
2021
3:a i linjelopp i U23-klassen vid SM
5:a i tempolopp i U23-klassen vid EM
2023
 Svensk U23-mästare i tempolopp
3:a i linjelopp i U23-klassen vid SM